# Mașina Analogică de Calcul

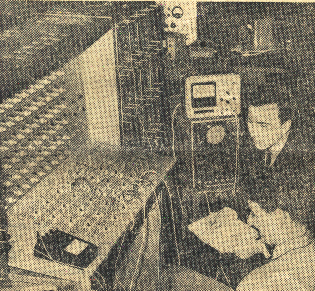

MAC-1 (Mașina Analogică de Calcul-1) este un calculator analogic realizat în perioada 1964-1965, la Catedra de Automatizări din Facultatea de Energetică a UPB, condusă de către prof. ing. Corneliu Penescu de către un colectiv constituit din: sl. dr. ing. Adrian Petrescu, responsabil, asist. ing. Petre Dimo, asist. ing. Ivan Sipos și asist. ing. Mihai Ceaparu. Proiectul a câștigat Premiul Ministerului Învățământului pentru cercetare în 1965.
MAC-1 era constituită dintr-un ansamblu de 30 amplificatoare operaționale, cu tuburi electronice, un sistem de comandă, un panou de programare, impedanțe operaționale, elemente neliniare, sursă de alimentare, echipamente de vizualizare, măsurare și înregistrare.